# Coreia do Norte nos Jogos Olímpicos de Verão de 2008
A Coreia do Norte competiu nos Jogos Olímpicos de Verão de 2008, em Pequim, na China.
As Coreias do Norte e do Sul inicialmente pretendiam enviar uma delegação conjunta aos Jogos, mas não chegaram a um acordo sobre os detalhes dessa implementação.

## Medalhas
| Atleta       | Esporte             | Evento              | Medalha |
| ------------ | ------------------- | ------------------- | ------- |
| Pak Hyon Suk | Halterofilismo      | Até 63 kg feminino  | Ouro    |
| Hong Un Jong | Ginástica artística | Salto feminino      | Ouro    |
| An Kum-Ae    | Judô                | Até 52 kg feminino  | Prata   |
| Pak Chol Min | Judô                | Até 66 kg masculino | Bronze  |
| O Jong Ae    | Halterofilismo      | Até 58 kg feminino  | Bronze  |
| Won Ok Im    | Judô                | Até 63 kg feminino  | Bronze  |

## Desempenho

### Atletismo
A Coreia do Norte foi representada por três homens e três mulheres na maratona.
Masculino
| Atletas       | Evento   | Final    | Final   |
| Atletas       | Evento   | Marca    | Posição |
| ------------- | -------- | -------- | ------- |
| Ri Kum-Song   | Maratona | 2h19m08s | 33º     |
| Pak Song-Chol | Maratona | 2h21m16s | 40º     |
| Kim Il-Nam    | Maratona | 2h21m51s | 42º     |

Feminino
| Atletas      | Evento   | Final          | Final   |
| Atletas      | Evento   | Marca          | Posição |
| ------------ | -------- | -------------- | ------- |
| Kim Kum-Ok   | Maratona | 2h30 m01s (SB) | 12º     |
| Jong Yong-Ok | Maratona | 2h34m52s       | 36º     |
| Jo Bun-Hui   | Maratona | 2h37m04s       | 48º     |

### Boxe
A Coreia do Norte classificou um boxeador para o torneio olímpico de boxe. Kim Song Guk qualificou-se na categoria peso leve no campeonato mundial de 2007.
| Atleta       | Evento    | Fase de 32             | Fase de 16             | Quartas                | Semifinais             | Final                  |
| Atleta       | Evento    | Adversário e resultado | Adversário e resultado | Adversário e resultado | Adversário e resultado | Adversário e resultado |
| ------------ | --------- | ---------------------- | ---------------------- | ---------------------- | ---------------------- | ---------------------- |
| Kim Song-Guk | Peso leve | FRA D. Sow D PTS 3:13  | Não avançou            | Não avançou            | Não avançou            | Não avançou            |

### Futebol
Feminino
| Equipe | Equipe                                                                                                   | Fase de grupos                                        | Fase de grupos | Quartas                | Semifinal              | Final                  | Pos. |
| Equipe | Equipe                                                                                                   | Adversário e resultado                                | Pos.           | Adversário e resultado | Adversário e resultado | Adversário e resultado | Pos. |
| --- | --- | ----------------------------------------------------- | -------------- | ---------------------- | ---------------------- | ---------------------- | ---- |
| Jon Myong-Hui Han Hye-Yong Om Jong-Ran Jang Yong-Ok Song Jong-Sun Ri Un-Hyang Yu Jong-Hui Jang Il-Ok Sonu Kyong-Sun | Kong Hye-Ok Kim Kyong-Hwa Ho Sun-Hui Ri Un-Suk Ri Un-Gyong Kim Ok-Sim Kil Son-Hui Ri Kum-Suk Kim Yong-Ae | NGR Nigéria V 1-0 BRA Brasil D 1-2 GER Alemanha D 0-1 | 3º (Gr. F)     | Não avançou            | Não avançou            | Não avançou            | 9º   |

### Ginástica artística
Feminino
| Atleta       | Evento           | Aparelho | Aparelho | Aparelho          | Aparelho | Qualificação | Qualificação | Final       | Final           |
| Atleta       | Evento           | Salto    | Solo     | Bar. assimétricas | Trave    | Total        | Pos.         | Total       | Pos.            |
| ------------ | ---------------- | -------- | -------- | ----------------- | -------- | ------------ | ------------ | ----------- | --------------- |
| Cha Yong-Hwa | Individual geral | 13,750   |          | 15,175            |          | 28,925       | 86º          | Não avançou | Não avançou     |
| Hong Un Jong | Individual geral | 15,650   | 13,850   | 14,100            | 12,825   | 56,425       | 41º          | Não avançou | Não avançou     |
| Hong Un Jong | Salto            |          |          |                   |          | 15,725       | 2º           | 15,650      | Medalha de ouro |

### Halterofilismo
Masculino
| Atleta       | Evento | Arranque (kg) | Arremesso (kg) | Total (kg)    | Posição       |
| ------------ | ------ | ------------- | -------------- | ------------- | ------------- |
| Cha Kum-Chol | -56kg  | 128,0         | 155,0          | 283,0         | 5º            |
| Ri Kyong-Sok | -56kg  | Não completou | Não completou  | Não completou | Não completou |
| Im Yong-Su   | -62kg  | 138,0         | Não completou  | Não completou | Não completou |
| Kim Chol-Jin | -69kg  | 146,0         | 180,0          | 326,0         | 6º            |

Feminino
| Atleta       | Evento | Arranque (kg) | Arremesso (kg) | Total (kg)    | Posição           |
| ------------ | ------ | ------------- | -------------- | ------------- | ----------------- |
| O Jong-Ae    | -58kg  | 95,0          | 131,0          | 226,0         | Medalha de bronze |
| Pak Hyon Suk | -63kg  | 106,0         | 135,0          | 241,0         | Medalha de ouro   |
| Ok Hong-Yong | -69kg  | Não completou | Não completou  | Não completou | Não completou     |

### Judô
Masculino
| Atleta        | Evento | Preliminares           | Fase de 32                       | Fase de 16                      | Quartas                     | Semifinais                  | Repescagem             | Repescagem                     | Repescagem             | Final                                           | Final             |
| Atleta        | Evento | Preliminares           | Fase de 32                       | Fase de 16                      | Quartas                     | Semifinais                  | 1ª fase                | Quartas                        | Semifinais             | Final                                           | Final             |
| Atleta        | Evento | Adversário e resultado | Adversário e resultado           | Adversário e resultado          | Adversário e resultado      | Adversário e resultado      | Adversário e resultado | Adversário e resultado         | Adversário e resultado | Adversário e resultado                          | Pos.              |
| ------------- | ------ | ---------------------- | -------------------------------- | ------------------------------- | --------------------------- | --------------------------- | ---------------------- | ------------------------------ | ---------------------- | ----------------------------------------------- | ----------------- |
| Kim Kyong-Jin | -60 kg |                        | MAD E. Norbert V 1000-0000       | ARM H. Davtyan V 0022-0000      | AUT L. Paischer D 0000-0020 |                             |                        | GBR C. Fallon D 0001-0100      | Não avançou            | Não avançou                                     | Não avançou       |
| Pak Chol Min  | -66 kg |                        | TKM G. Nurmuhammedov V 1000-0000 | ITA G. Casale V 0010-0001       | POR P. Dias V 0002-0000     | FRA B. Darbelet D 0001-0201 |                        |                                |                        | Disputa pelo bronze UZB M. Sharipov V 0100-0001 | Medalha de bronze |
| Kim Chol-Su   | -73 kg |                        | CUB R. Girones V 1000-0001       | GEO D. Kevkhishvili V 0111-0110 | AZE E. Mammadli D 0000-0200 |                             |                        | BEL D. van Tichelt D 0000-1011 | Não avançou            | Não avançou                                     | Não avançou       |

Feminino
| Atleta      | Evento | Preliminares           | Fase de 32                   | Fase de 16                   | Quartas                         | Semifinais                  | Repescagem             | Repescagem             | Repescagem             | Final                                         | Final             |
| Atleta      | Evento | Preliminares           | Fase de 32                   | Fase de 16                   | Quartas                         | Semifinais                  | 1ª fase                | Quartas                | Semifinais             | Final                                         | Final             |
| Atleta      | Evento | Adversário e resultado | Adversário e resultado       | Adversário e resultado       | Adversário e resultado          | Adversário e resultado      | Adversário e resultado | Adversário e resultado | Adversário e resultado | Adversário e resultado                        | Pos.              |
| ----------- | ------ | ---------------------- | ---------------------------- | ---------------------------- | ------------------------------- | --------------------------- | ---------------------- | ---------------------- | ---------------------- | --------------------------------------------- | ----------------- |
| Pak Ok-Song | -48 kg |                        |                              | POR A. Hormigo V 0100-0000   | KAZ K. Nurgazina V 0011-0001    | CUB Y. Bermoy D 0000-1021   |                        |                        |                        | Disputa pelo bronze ARG P. Pareto D 0001-0100 | 5º                |
| An Kum-Ae   | -52 kg |                        | CUB Y. Mestre V 0201-0000    | VEN F. Velázquez V 0010-0001 | KAZ S. Kaliyeva V 0200-0000     | JPN M. Nakamura V 0001-0000 |                        |                        |                        | CHN Xian D. D 0001-0011                       | Medalha de prata  |
| Kye Sun-Hui | -57 kg |                        | AUT S. Filzmoser V 1001-0001 | FRA B. Harel D 0010-0101     | Não avançou                     | Não avançou                 | Não avançou            | Não avançou            | Não avançou            | Não avançou                                   | Não avançou       |
| Won Ok-Im   | -63 kg |                        |                              | ARG D. Krukower V 0020-0010  | NED E. Willeboordse V 0200-0000 | FRA L. Décosse D 0000-0211  |                        |                        |                        | Disputa pelo bronze AUT C. Heill V 0110-0001  | Medalha de bronze |

### Lutas
Greco-romana
| Atleta       | Evento | Preliminar             | Oitavas de final            | Quartas de final       | Semifinal              | Repescagem 1ª rodada   | Repescagem 2ª rodada   | Final                  | Final       |
| Atleta       | Evento | Adversário e resultado | Adversário e resultado      | Adversário e resultado | Adversário e resultado | Adversário e resultado | Adversário e resultado | Adversário e resultado | Pos.        |
| ------------ | ------ | ---------------------- | --------------------------- | ---------------------- | ---------------------- | ---------------------- | ---------------------- | ---------------------- | ----------- |
| Cha Kwang-Su | -55 kg |                        | CUB Y. Hernández D 0-8, 1-1 | Não avançou            | Não avançou            | Não avançou            | Não avançou            | Não avançou            | Não avançou |

Livre masculino
| Atleta          | Evento | Preliminar             | Oitavas de final                | Quartas de final       | Semifinal              | Repescagem 1ª rodada   | Repescagem 2ª rodada   | Final                  | Final       |
| Atleta          | Evento | Adversário e resultado | Adversário e resultado          | Adversário e resultado | Adversário e resultado | Adversário e resultado | Adversário e resultado | Adversário e resultado | Pos.        |
| --------------- | ------ | ---------------------- | ------------------------------- | ---------------------- | ---------------------- | ---------------------- | ---------------------- | ---------------------- | ----------- |
| Yang Kyong-Il   | -55 kg |                        | AZE N. Sevdimov D 1-1, 1-3, 1-2 | Não avançou            | Não avançou            | Não avançou            | Não avançou            | Não avançou            | Não avançou |
| Yang Chung-Song | -66 kg |                        | BLR A. Batyrov D 0-1, 3-5       | Não avançou            | Não avançou            | Não avançou            | Não avançou            | Não avançou            | Não avançou |

### Nado sincronizado
| Atletas                   | Evento | Rotina técnica | Rotina técnica | Rotina livre | Rotina livre | Rotina livre | Rotina livre | Rotina livre - Final | Rotina livre - Final | Rotina livre - Final | Rotina livre - Final |
| Atletas                   | Evento | Pontos         | Posição        | Pontos       | Posição      | Total        | Posição      | Pontos               | Posição              | Total                | Posição              |
| ------------------------- | ------ | -------------- | -------------- | ------------ | ------------ | ------------ | ------------ | -------------------- | -------------------- | -------------------- | -------------------- |
| Wang Ok-Gyong Kim Yong-Mi | Dueto  | 42,917         | 16º            | 43,584       | 15º          | 86,501       | 16º          | Não avançou          | Não avançou          | Não avançou          | Não avançou          |

### Saltos ornamentais
Masculino
| Atletas      | Evento                     | Preliminares | Preliminares | Semifinal   | Semifinal   | Final       | Final       |
| Atletas      | Evento                     | Pontos       | Posição      | Pontos      | Posição     | Pontos      | Posição     |
| ------------ | -------------------------- | ------------ | ------------ | ----------- | ----------- | ----------- | ----------- |
| Kim Chon Man | Plataforma 10 m individual | 328,85       | 30º          | Não avançou | Não avançou | Não avançou | Não avançou |

Feminino
| Atletas                   | Evento                       | Preliminares | Preliminares | Semifinal | Semifinal | Final       | Final       |
| Atletas                   | Evento                       | Pontos       | Posição      | Pontos    | Posição   | Pontos      | Posição     |
| ------------------------- | ---------------------------- | ------------ | ------------ | --------- | --------- | ----------- | ----------- |
| Kim Un Hyang              | Plataforma 10 m individual   | 316,20       | 13º          | 267,00    | 16º       | Não avançou | Não avançou |
| Kim Jin Ok                | Plataforma 10 m individual   | 291,90       | 18º          | 259,40    | 17º       | Não avançou | Não avançou |
| Choe Kum Hui Kim Un Hyang | Plataforma 10 m sincronizado |              |              |           |           | 308,10      | 6º          |

### Tênis de mesa
Masculino
| Atleta(s)     | Evento     | Preliminar                                                 | 1ª etapa                                                       | 2ª etapa                                                    | 3ª etapa                                           | 4ª etapa               | Quartas                | Semifinais             | Final                  |
| Atleta(s)     | Evento     | Adversário e resultado                                     | Adversário e resultado                                         | Adversário e resultado                                      | Adversário e resultado                             | Adversário e resultado | Adversário e resultado | Adversário e resultado | Adversário e resultado |
| ------------- | ---------- | ---------------------------------------------------------- | -------------------------------------------------------------- | ----------------------------------------------------------- | -------------------------------------------------- | ---------------------- | ---------------------- | ---------------------- | ---------------------- |
| Jang Song-Man | Individual | PAR M. Aguirre V 4-0 (11-7, 11-3, 11-8, 11-3)              | ARG Liu S. V 4-2 (11-9, 9-11, 5-11, 11-4, 11-9, 13-11)         | ESP He Z-W. V 4-2 (11-9, 8-11, 9-11, 11-7, 12-10, 11-8)     | HKG Li C. D 1-4 (4-11, 9-11, 8-11, 11-9, 8-11)     | Não avançou            | Não avançou            | Não avançou            | Não avançou            |
| Kim Hyok-Bong | Individual | KUW I. Al-Hasan V 4-2 (11-7, 9-11, 6-11, 11-5, 11-9, 11-9) | BRA T. Monteiro V 4-1 (11-6, 11-9, 11-6, 7-11, 11-5)           | TPE Chiang P-L. V 4-2 (11-7, 8-11, 11-8, 7-11, 11-4, 12-10) | GER T. Boll D 1-4 (11-13, 3-11, 4-11, 12-10, 8-11) | Não avançou            | Não avançou            | Não avançou            | Não avançou            |
| Ri Chol-Guk   | Individual |                                                            | AUT R. Gardos D 3-4 (11-6, 11-8, 11-9, 9-11, 1-11, 5-11, 9-11) | Não avançou                                                 | Não avançou                                        | Não avançou            | Não avançou            | Não avançou            | Não avançou            |

Feminino
| Atleta(s)   | Evento     | Preliminar             | 1ª etapa                                                             | 2ª etapa                                           | 3ª etapa                                     | 4ª etapa               | Quartas                | Semifinais             | Final                  |
| Atleta(s)   | Evento     | Adversário e resultado | Adversário e resultado                                               | Adversário e resultado                             | Adversário e resultado                       | Adversário e resultado | Adversário e resultado | Adversário e resultado | Adversário e resultado |
| ----------- | ---------- | ---------------------- | -------------------------------------------------------------------- | -------------------------------------------------- | -------------------------------------------- | ---------------------- | ---------------------- | ---------------------- | ---------------------- |
| Kim Jong    | Individual |                        | VEN F. Ramos V 4-0 (11-7, 11-7, 11-7, 11-7)                          | ROU D. Dodean V 4-1 (11-5, 11-7, 11-5, 5-11, 11-8) | KOR Park M-Y. D 0-4 (7-11, 4-11, 8-11, 6-11) | Não avançou            | Não avançou            | Não avançou            | Não avançou            |
| Kim Mi-Yong | Individual |                        | LTU R. Paškauskienė D 3-4 (5-11, 11-9, 11-3, 5-11, 5-11, 11-6, 5-11) | Não avançou                                        | Não avançou                                  | Não avançou            | Não avançou            | Não avançou            | Não avançou            |

### Tiro
Masculino
| Atleta         | Evento             | Qualificação | Qualificação | Final       | Final       | Posição |
| Atleta         | Evento             | Placar       | Posição      | Placar      | Total       | Posição |
| -------------- | ------------------ | ------------ | ------------ | ----------- | ----------- | ------- |
| Kwon Tong-Hyok | Pistola de ar 10 m | 575          | 26º          | Não avançou | Não avançou | 26º     |
| Kim Jong-Su    | Pistola de ar 10 m | 584          | 3º           | 99          | 683         | 3º DSQ  |
| Kim Jong-Su    | Pistola livre 50 m | 563          | 2º           | 97,2        | 660,2       | 2º DSQ  |
| Ryu Myong-Yon  | Pistola livre 50 m | 551          | 27º          | Não avançou | Não avançou | 27º     |

Kim Jong-Su originalmente conquistou a medalha de bronze na pistola de ar a 10 m, e a medalha de prata na pistola livre a 50 m, mas perdeu as medalhas após o exame antidoping constatar a presença em seu organismo da substância proibida propranolol.
Feminino
| Atleta       | Evento             | Qualificação | Qualificação | Final       | Final       | Posição |
| Atleta       | Evento             | Placar       | Posição      | Placar      | Total       | Posição |
| ------------ | ------------------ | ------------ | ------------ | ----------- | ----------- | ------- |
| Jo Yong-Suk  | Pistola de ar 10 m | 382          | 15º          | Não avançou | Não avançou | 15º     |
| Jo Yong-Suk  | Pistola livre 25 m | 584          | 4º           | 199,4       | 783,4       | 6º      |
| Pak Jong-Ran | Skeet              | 66           | 9º           | Não avançou | Não avançou | 9º      |
| Pak Yong-Hui | Fossa olímpica     | 56           | 18º          | Não avançou | Não avançou | 18º     |

### Tiro com arco
A Coreia do Norte levou arqueiros às olimpíadas pela quinta vez, depois de não classificar nenhum para os jogos de 2004. Duas arqueiras norte-coreanas buscaram a primeira medalha do país no esporte. Kwon Un Sil e Ri Koch Sun conquistaram duas vagas para o país na competição individual feminina ao terminarem em 9º e 24º lugar, respectivamente, no World Outdoor Target Championships de 2007. A Coreia do Norte ainda não confirmou a inscrição das arqueiras aos jogos olímpicos.
Feminino
| Atleta       | Evento     | Fase de Ranking | Fase de Ranking | Fase de 64              | Fase de 32                 | Oitavas                | Quartas                | Semifinais              | Final                                      | Final       |
| Atleta       | Evento     | Placar          | Chave           | Adversário e resultado  | Adversário e resultado     | Adversário e resultado | Adversário e resultado | Adversário e resultado  | Adversário e resultado                     | Posição     |
| ------------ | ---------- | --------------- | --------------- | ----------------------- | -------------------------- | ---------------------- | ---------------------- | ----------------------- | ------------------------------------------ | ----------- |
| Kwon Un-Sil  | Individual | 656             | 5º              | IRI N. Abtin V 106-96   | IND P. Vardhineni V 106-99 | MEX A. Román V 105-100 | MEX M. Avitia V 105-99 | KOR Park S-H. D 106-109 | Disputa pelo bronze KOR Yun O-H. D 106-109 | 4º          |
| Son Hye-Yong | Individual | 618             | 45º             | MEX M. Avitia D 107-112 | Não avançou                | Não avançou            | Não avançou            | Não avançou             | Não avançou                                | Não avançou |

Legenda
| Recorde mundial      | Recorde mundial (World record)               |                       | Recorde africano                      | Recorde africano (African) |                                           | Q | Classificado por posição (Qualified) |
| Recorde olímpico     | Recorde olímpico (Olympic record)            | Recorde da América    | Recorde da América (Americas)         | q                          | Classificado por melhor tempo (Qualified) |   |                                      |
| Melhor marca do ano  | Melhor marca do ano (World leading)          | Recorde asiático      | Recorde asiático (Asian)              | DNS                        | Não largou (Did not start)                |   |                                      |
| Recorde nacional     | Recorde nacional (National record)           | Recorde europeu       | Recorde europeu (European)            | DNF                        | Não terminou (Did not finish)             |   |                                      |
| Recorde pessoal      | Recorde pessoal do atleta (Personal best)    | Recorde da Oceania    | Recorde da Oceania (Oceania)          | DSQ / DQ                   | Desclassificado (Disqualified)            |   |                                      |
| Recorde da temporada | Recorde da temporada do atleta (Season best) | Recorde sul-americano | Recorde sul-americano (South America) | NM                         | Sem marca (No mark)                       |   |                                      |